# 巴氏黑巨口魚
巴氏黑巨口魚（学名：Melanostomias bartonbeani）为輻鰭魚綱巨口鱼目巨口鱼科的其中一種。分布於全球三大洋海域，為深海魚類，棲息深度25-2000公尺，體長可達26.2公分。

## 扩展阅读
維基物種上的相關：巴氏黑巨口魚